# Burg St. Petersberg
Schloss Petersberg är ett slott i Österrike.   Det ligger i distriktet Imst och förbundslandet Tyrolen, i den västra delen av landet, 400 km väster om huvudstaden Wien. Schloss Petersberg ligger 651 meter över havet.
Terrängen runt Schloss Petersberg är huvudsakligen bergig, men åt nordost är den kuperad. Schloss Petersberg ligger nere i en dal. Närmaste större samhälle är Telfs, 12,3 km öster om Schloss Petersberg. 
I omgivningarna runt Schloss Petersberg växer i huvudsak barrskog. Runt Schloss Petersberg är det ganska glesbefolkat, med 35 invånare per kvadratkilometer.